# Alexander Young
Alexander Young, noto come Alex Young (Slamannan, 23 giugno 1880 – Edimburgo, 17 ottobre 1959), è stato un calciatore scozzese, di ruolo attaccante.

## Carriera
Giocò per la maggior parte della carriera nell'Everton, con cui vinse una FA Cup nel 1906. Fu capocannoniere del campionato inglese nel 1907.

## Palmarès

### Club

#### Competizioni nazionali
- Coppa d'Inghilterra: 1

Everton: 1905-1906